# マトラ (モザンビーク)
マトラ（Matola）は、モザンビークのマプト州の都市である。首都マプトの西側に隣接し都市圏の一部となっているが、独自選出の市政府となっており、マプト州の州都である。

## 経済
石鹸やセメントなど各種製造業がさかんで、特に2002年に設立されたアルミ製錬所は、モザンビークにおけるGDPの2倍以上の生産量を誇る。

## 人口統計
| 年 (国勢調査) | 人口        |
| ------------- | ----------- |
| 1997年        | 424,662人   |
| 2007年        | 671,556人   |
| 2017年        | 1,032,197人 |

## 姉妹都市
- ロウレス（pt:Loures） （ポルトガル リスボン県）-1996年